# The Real Thing (2 Unlimited-dal)
A The Real Thing című dal a holland 2 Unlimited duó első kimásolt kislemeze a Real Things című 1994-ben megjelent albumról.

## Megjelenés és fogadtatás
A The Real Thing az első kimásolt kislemez a duó harmadik stúdióalbumáról. A megjelenés után a dal több slágerlistán is helyezést ért el több Európai országban, úgy mint Finnország, Hollandia, valamint 2. helyen végzett Svédországban, Belgiumban és Svájcban is.
A dal alapjait Bach Toccata és Fuga D minorjának részletei adták. A csapat ezzel a dallal kissé lágyabb hangvételű dalokat kezdett el "gyártani", a korábbi techno stílust elhagyva.

## Megjelenések
7"  Németország  ZYX Music – ZYX 7285-7
- A	The Real Thing (Edit) 3:40
- B	The Real Thing (Tribal-Edit) Remix – X-Out 3:55

12" Promo  Japán  Prime Cut – SNP-5006
- A1	The Real Thing (B4 ZA Beat Extended Remix) Remix – B4 ZA Beat 7:54
- B1	The Real Thing (DJ Dee Power Mix) Remix – DJ Dee, Noah Nine 4:31
- B2	The Real Thing (Super Calcium Mix)Remix – Super Calcium, Yoshihiro Takimoto 5:52
- B3	Nagoya Megamix "発狂" Delight Mix Remix – Mr. M n 2:53